# Alejandro Buenaventura
Alejandro Buenaventura Aldeano (Cali, 4 de noviembre de 1941) es un actor, guionista y director colombiano con una extensa trayectoria en su país. Es hermano del reconocido dramaturgo Enrique Buenaventura, con quien fundó en su ciudad natal el Teatro Experimental de Cali (TEC).

## Filmografía

### Televisión
- La mariposa verde (2020) — Clemente Morales
- Peruco (2019) — Joaquín
- ¿Quién mató a Patricia Soler? (2015) — Médico
- Kdabra (2011) — Cardenal Erviti
- El fantasma del gran hotel (2009) — Virgilio Linero
- La Pasión según nuestros días (2008) — Juez Monroy
- Aquí no hay quien viva (2008) - Comprador
- Montecristo (2007) — Horacio Díaz Herrera
- Decisiones (2006)
- Amores de mercado (2006) — Alberto Ávila
- La tormenta (2005) — Ernesto Montilla
- La mujer en el espejo (2004) — Empresario
- No renuncies Salomé (2003) — Andrei
- A dónde va Soledad (2000) — Don Ramón Villamizar
- Julius (1999) — Gonzalo
- Perro amor (1998) — Concejal Bruno Valdías
- Dios se lo pague (1998) — Plácido Manrique
- Oro (1996)
- Sueños y espejos (1994)
- Victoria (1995) — Pablo
- Clase Aparte (1994) — McKenzie
- Las aguas mansas (1994) — Bernardo Elizondo
- Café con aroma de mujer (1994) — Dr. Roberto Avellaneda
- Crónicas de una generación trágica (1993) — José Celestino Mutis
- Hojas al Viento (1988)
- Vanessa
- Amándote (1986)
- Décimo Grado (1986) — Don Alejandro / Don Rafael

### Cine
- El niño de los mandados (2020)
- Armero (2017)
- Ciudad sin sombra (2014) — Martín
- El truco del diablo (corto) (2012) — Inquisidor
- Inventario de las Culpas (2012)
- El Cristo de plata (2004)
- Perder es cuestión de método (2004) — Solórzano
- La mansión de Araucaima (1986) — El cura
- Mi tía Nora (1983)